# Ultimobranchialer Körper
Der Ultimobranchiale Körper (Glandula ultimobranchialis oder Corpus ultimopharyngeum) ist ein kleines endokrines Organ der Wirbeltiere (Vertebrata) mit Ausnahme der Säugetiere. Bei Vögeln liegt es am Brusteingang an der Arteria carotis communis, ist der Schilddrüse und den Epithelkörperchen benachbart und durch seine Transparenz und die sehr variable Form schwierig aufzufinden. 
Die zu Epithelsträngen angeordneten Zellen des Organs bilden Calcitonin. Der Ultimobranchiale Körper entsteht aus der 4. (manchmal auch 5.) Schlundtasche. Bei Säugetieren wird das Organ in die Anlage der Schilddrüse inkorporiert und bildet dort die parafollikulär angeordneten C-Zellen.